# Cycloporus papillosus
Cycloporus papillosus är en plattmaskart som först beskrevs av M. Sars, in Jensen 1878.  Cycloporus papillosus ingår i släktet Cycloporus, och familjen Euryleptidae. Arten är reproducerande i Sverige.